# Siberische lariks
De Siberische lariks (Larix sibirica) is een naaldboom uit de dennenfamilie (Pinaceae). De wetenschappelijke naam van de soort werd gepubliceerd door Carl Friedrich von Ledebour in 1833.

## Kenmerken
Siberische lariksen bereiken doorgaans een hoogte van 15 à 20 meter. Onder goede omstandigheden kan de boom echter een hoogte van 40 meter bereiken en een diameter van 1,5 meter. De schors van de boom is geschubd en doet herinneren aan een spar. Siberische lariksen kunnen een leeftijd van 200 jaar bereiken. De naalden van de soort groeien in clusters van 10 tot 50 en zijn doorgaans 20 à 45 mm lang.

## Verspreiding
De soort komt voor van het noorden van Europees Rusland, oostwaarts door West-Siberië richting het Baikalmeer, het Altajgebergte, Tiensjangebergte en het Tibetaans Hoogland. Overblijfselen van schors en kegels van Siberische lariksen werden aangetroffen in het Scandinavisch Hoogland in Zweden. Dankzij C14-datering werd vastgesteld dat deze dateren van 8700 à 7500 BP (ca. 6800 à 5600 v.Chr.), ongeveer 1.000 kilometer westelijker dan de huidige voorposten van de Siberische lariks.
... · 
L. decidua (Europese lork) · 
L. gmelinii (Aziatische lariks) · 
L. griffithii · 
L. kaempferi (Japanse lariks) · 
L. olgensis · 
L. sibirica (Siberische lariks) · 
...